# Кизилкія (Казигуртський район)
Кизилкія́ (каз. Қызылқия) — село у складі Казигуртського району Туркестанської області Казахстану. Входить до складу Кизилкіянського сільського округу.
До 1999 року село називалось Новостройка.
Населення — 4239 осіб (2021; 3892 у 2009, 4078 у 1999, 2701 у 1989).